# Iris boissieri
Iris boissieri är en irisväxtart som beskrevs av Julio Augusto Henriques. Iris boissieri ingår i släktet irisar, och familjen irisväxter. IUCN kategoriserar arten globalt som akut hotad. Inga underarter finns listade i Catalogue of Life.